# Colin Dibley
Colin Dibley   (Sydney, 19 de setembre de 1944) és un extennista australià.
En el seu palmarès hi ha quatre títols individuals i disset en dobles, i fou conegut per disposar d'un gran servei, establint el rècord del servei més ràpid amb 238 km/h.

## Palmarès

### Individual: 7 (4−3)
| Títols per superfície |
| --------------------- |
| Dura (1−2)            |
| Gespa (2−0)           |
| Terra batuda (1−0)    |
| Moqueta (0−1)         |

| Resultat  | Núm. | Data                   | Torneig                     | Superfície   | Oponent         | Marcador           |
| --------- | ---- | ---------------------- | --------------------------- | ------------ | --------------- | ------------------ |
| Guanyador | 1.   | 24 de juliol de 1972   | Kitzbühel, Àustria          | Terra batuda | Dick Crealy     | 6−1, 6−3, 6−4      |
| Finalista | 1.   | 17 de setembre de 1972 | Sacramento, Estats Units    | Dura         | Stan Smith      | 4−6, 7−5, 4−6, 4−6 |
| Guanyador | 2.   | 22 de gener de 1973    | La Costa, Estats Units      | Dura         | Stan Smith      | 6−3, 7−6           |
| Guanyador | 3.   | 20 d'agost de 1973     | South Orange, Estats Units  | Gespa        | Vijay Amritraj  | 6−4, 6−7, 6−4      |
| Finalista | 2.   | 1 de març de 1976      | Little Rock, Estats Units   | Moqueta      | Haroon Rahim    | 4−6, 5−7           |
| Finalista | 3.   | 14 de setembre de 1977 | Laguna Niguel, Estats Units | Dura         | Andrew Pattison | 6−2, 6−7, 4−6      |
| Guanyador | 4.   | 7 de gener de 1980     | Perth, Austràlia            | Gespa        | Chris Delaney   | 6−2, 6−4           |

### Dobles masculins: 33 (17−16)
| Títols per superfície |
| --------------------- |
| Dura (3−8)            |
| Gespa (3−1)           |
| Terra batuda (6−2)    |
| Moqueta (4−3)         |

| Resultat  | Núm. | Data                   | Torneig                    | Superfície   | Parella          | Oponents                           | Marcador        |
| --------- | ---- | ---------------------- | -------------------------- | ------------ | ---------------- | ---------------------------------- | --------------- |
| Finalista | 1.   | 13 de novembre de 1972 | Estocolm, Suècia           | Dura         | Roy Emerson      | Tom Okker Marty Riessen            | 5−7, 6−7        |
| Finalista | 2.   | 15 de gener de 1973    | Miami, Estats Units        | Dura         | Terry Addison    | Roy Emerson Rod Laver              | 4−6, 4−6        |
| Finalista | 3.   | 29 de gener de 1973    | Richmond, Estats Units     | Moqueta      | Terry Addison    | Roy Emerson Rod Laver              | 6−3, 3−6, 4−6   |
| Finalista | 4.   | 26 de març de 1973     | St. Louis, Estats Units    | Moqueta      | Terry Addison    | Ove Nils Bengtson Jim McManus      | 2−6, 5−7        |
| Finalista | 5.   | 6 d'agost de 1973      | Columbus, Estats Units     | Moqueta      | Charles Pasarell | Gerald Battrick Graham Stilwell    | 4−6, 6−7        |
| Guanyador | 1.   | 19 d'agost de 1973     | Merion, Estats Units       | Gespa        | Allan Stone      | John Austin Fred McNair            | 7−6, 6−3        |
| Finalista | 6.   | 15 d'octubre de 1973   | Tòquio, Japó               |              | Allan Stone      | Mal Anderson Ken Rosewall          | 5−7, 5−7        |
| Guanyador | 2.   | 29 d'octubre de 1973   | Hong Kong, Hong Kong       | Dura         | Rod Laver        | Paul Gerken Brian Gottfried        | 6−3, 5−7, 17−15 |
| Guanyador | 3.   | 15 d'abril de 1974     | Houston, Estats Units      | Terra batuda | Rod Laver        | Arthur Ashe Roscoe Tanner          | 4−6, 7−6, 6−4   |
| Finalista | 7.   | 24 de març de 1973     | Orlando, Estats Units      | Dura         | Ray Ruffels      | Brian Gottfried Raúl Ramírez       | 4−6, 4−6        |
| Guanyador | 4.   | 7 d'abril de 1975      | St. Louis                  | Terra batuda | Ray Ruffels      | Ross Case Geoff Masters            | 6−4, 6−4        |
| Guanyador | 5.   | 20 de juliol de 1975   | Istanbul, Turquia          |              | Thomaz Koch      | Colin Dowdeswell John Feaver       | 6−2, 6−2, 6−2   |
| Guanyador | 6.   | 22 de març de 1976     | Palm Springs, Estats Units | Dura         | Sandy Mayer      | Raymond Moore Erik van Dillen      | 6−4, 6−7, 7−6   |
| Guanyador | 7.   | 19 d'abril de 1976     | Mallorca, Espanya          | Terra batuda | John Andrews     | Mark Edmondson John Marks          | 2−6, 6−3, 6−2   |
| Finalista | 8.   | 26 d'abril de 1976     | Madrid, Espanya            | Terra batuda | John Andrews     | Carlos Kirmayr Eduardo Mandarino   | 6−7, 6−4, 6−8   |
| Guanyador | 8.   | 3 de maig de 1976      | Florència, Itàlia          | Terra batuda | Carlos Kirmayr   | Péter Szőke Balázs Taróczy         | 5−7, 7−5, 7−5   |
| Guanyador | 9.   | 31 de gener de 1977    | Little Rock, Estats Units  | Moqueta      | Haroon Rahim     | Bob Hewitt Frew McMillan           | 6−7, 6−3, 6−3   |
| Guanyador | 10.  | 18 d'abril de 1977     | Denver, Estats Units       | Moqueta      | Geoff Masters    | Syd Ball Kim Warwick               | 6−2, 6−3        |
| Guanyador | 11.  | 1 d'agost de 1977      | South Orange, Estats Units | Dura         | Wojtek Fibak     | Ion Ţiriac Guillermo Vilas         | 6−1, 7−5        |
| Finalista | 9.   | 31 d'octubre de 1977   | Tòquio (2)                 | Terra batuda | Chris Kachel     | Geoff Masters Kim Warwick          | 2−6, 6−7        |
| Guanyador | 12.  | 6 de febrer de 1978    | Little Rock (2)            | Moqueta      | Geoff Masters    | Tim Gullikson Tom Gullikson        | 7−6, 6−3        |
| Finalista | 10.  | 3 d'abril de 1978      | Johannesburg, Sud-àfrica   | Dura         | Geoff Masters    | Bob Hewitt Frew McMillan           | 5−7, 6−7        |
| Finalista | 11.  | 10 de juliol de 1978   | Newport, Estats Units      | Gespa        | Geoff Masters    | Tim Gullikson Tom Gullikson        | 4−6, 4−6        |
| Guanyador | 13.  | 7 d'agost de 1978      | Columbus                   | Terra batuda | Bob Giltinan     | Marcello Lara Eliot Teltscher      | 6−2, 6−3        |
| Finalista | 12.  | 29 de gener de 1979    | Little Rock                |              | Phil Dent        | Vitas Gerulaitis Vladimír Zedník   | 7−5, 3−6, 5−7   |
| Finalista | 13.  | 19 de març de 1979     | San José, Costa Rica       | Dura         | Anand Amritraj   | Ion Ţiriac Guillermo Vilas         | 4−6, 6−2, 4−6   |
| Finalista | 14.  | 9 d'abril de 1979      | Tulsa, Estats Units        | Dura (i)     | Tom Gullikson    | Francisco González Eliot Teltscher | 7−6, 5−7, 3−6   |
| Finalista | 15.  | 13 d'agost de 1979     | Stowe, Estats Units        | Dura         | Anand Amritraj   | Mike Cahill Steve Krulevitz        | 6−3, 3−6, 4−6   |
| Finalista | 16.  | 8 d'octubre de 1979    | Tel-Aviv, Israel           | Dura         | Mike Cahill      | Ilie Năstase Tom Okker             | 5−7, 4−6        |
| Guanyador | 14.  | 22 d'octubre de 1979   | Tòquio                     | Terra batuda | Pat DuPré        | Rod Frawley Francisco González     | 3−6, 6−1, 6−1   |
| Guanyador | 15.  | 10 de desembre de 1979 | Adelaida, Austràlia        | Gespa        | Chris Kachel     | John Alexander Phil Dent           | 6−7, 7−6, 6−4   |
| Guanyador | 16.  | 17 de març de 1980     | Metz, França               | Moqueta      | Gene Mayer       | Chris Delaney Kim Warwick          | 7−6, 7−5        |
| Guanyador | 17.  | 5 de gener de 1981     | Adelaida (2)               | Gespa        | John James       | Craig Edwards Eddie Edwards        | 6−3, 6−4        |

### Dobles mixts: 2 (1−1)
| Títols per superfície |
| --------------------- |
| Dura (0−0)            |
| Gespa (1−0)           |
| Terra batuda (0−1)    |

| Resultat  | Núm. | Data                 | Torneig                  | Superfície   | Parella              | Oponents                  | Marcador      |
| --------- | ---- | -------------------- | ------------------------ | ------------ | -------------------- | ------------------------- | ------------- |
| Guanyador | 1.   | 3 de març de 1971    | Auckland, Nova Zelanda   | Gespa        | Margaret Smith Court | Lesley Turner Bill Bowrey | 6−2, 6−1      |
| Finalista | 1.   | 25 de juliol de 1972 | Hilversum, Països Baixos | Terra batuda | Wendy Turnbull       | Betty Stöve Robert Howe   | 6−2, 7−9, 3−6 |

## Trajectòria

### Individual
| Open d'Austràlia | 1R | 2R | 3R | 2R | QF | 2R | 1R | 3R | 2R | 1R | SF | 2R | 0 / 12 |
| Roland Garros | 1R | 3R | 2R | 3R | 2R | 3R | 1R | 1R | 1R | 3R | A  | A  | 0 / 9  |
| Wimbledon | 1R | QF | QF | A  | 1R | 2R | 3R | 1R | 1R | 1R | 1R | 4R | 0 / 10 |
| US Open | A  | 3R | 1R | 1R | 1R | A  | 1R | 1R | 1R | 1R | A  | A  | 0 / 7  |
| Rànquing a final d'any |    |    |    | 39 | 87 | 94 | 85 | 36 | 36 | 91 | 81 | 55 |        |
| Llegenda: G: Guanyador; F: Finalista; SF: Semifinalista; QF: Quarts de final; Q: Qualificació; A: Absent; RR: Round Robin; NC: No celebrat |    |    |    |    |    |    |    |    |    |    |    |    |        |

### Dobles
| Open d'Austràlia | A  | A | 2R | 2R | QF | QF | QF | QF | QF | QF | SF | 2R | QF | 1R | A  | 0 / 12 |
| Roland Garros | 2R | A | 1R | 2R | 3R | A  | 2R | 3R | 3R | QF | QF | 3R | A  | A  | A  | 0 / 9  |
| Wimbledon | 1R | A | 1R | 2R | 3R | A  | 3R | QF | 1R | 3R | 3R | 2R | 3R | 1R | A  | 0 / 11 |
| US Open | A  | A | A  | 3R | 2R | 1R | 1R | 1R | 1R | 3R | 3R | 2R | 2R | 1R | 1R | 0 / 11 |
| Llegenda: G: Guanyador; F: Finalista; SF: Semifinalista; QF: Quarts de final; Q: Qualificació; A: Absent; RR: Round Robin; NC: No celebrat |    |   |    |    |    |    |    |    |    |    |    |    |    |    |    |        |